# بیردن (ناکسویل)
بیردن (به انگلیسی: Bearden) یک منطقهٔ مسکونی در ایالات متحده آمریکا است که در ناکسویل، تنسی واقع شده‌است. بیردن ۲۶۴ متر بالاتر از سطح دریا واقع شده‌است.